# Kakigōri

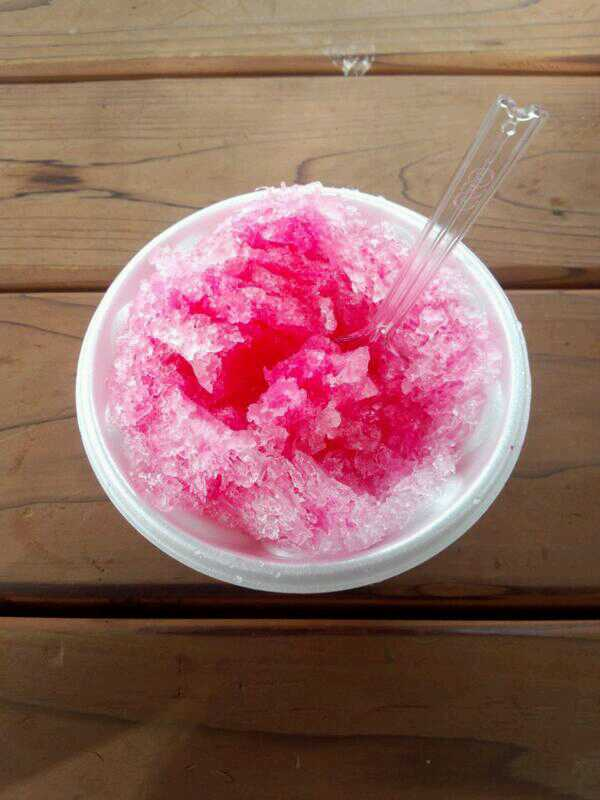
Kakigōri

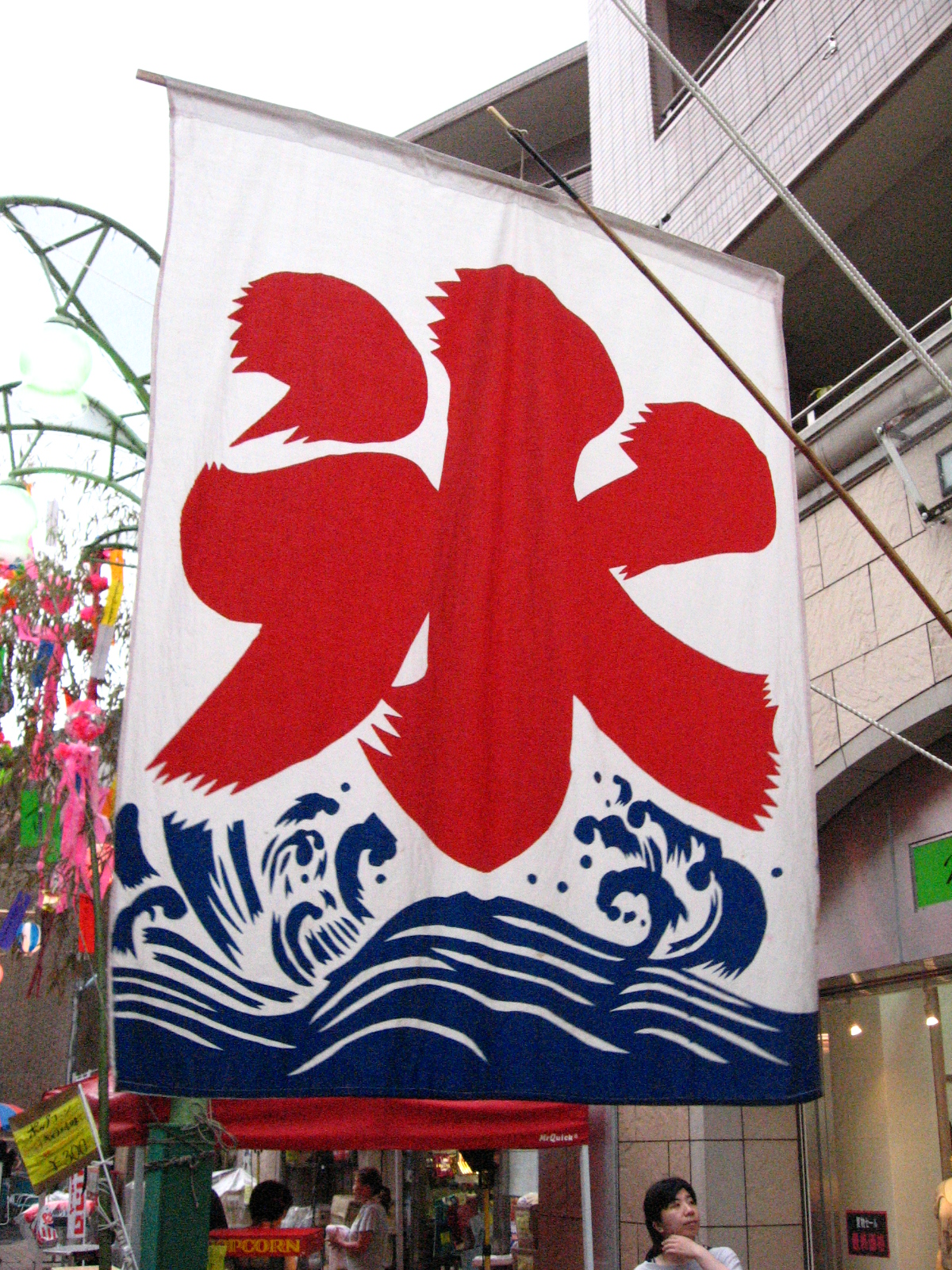
Typisches Erkennungszeichen von Kakigōri-Läden

Kakigōri (jap. かき氷 oder 欠き氷, deutsch „geschabtes Eis“) ist eine japanische Süßigkeit und Speiseeis-Zubereitung.
Die Beliebtheit der Speise äußert sich unter anderem auch darin, dass es in Japan spezielle Kakigōri-Feste (かき氷祭り, kakigōri matsuri) gibt.

## Herstellung und Sorten
Das eigentliche Speiseeis wird mittels einer Kakigōri-Maschine (かき氷機, Kakigōriki) hergestellt, in die ein Eisblock eingespannt wird, von dem dann eine Klinge Eisstücke abschabt, so dass eine lockere Anhäufung von Flocken entsteht. Traditionell sind die Maschinen, die auch in vielen Haushalten anzutreffen sind, kurbelbetrieben, moderne Varianten jedoch elektrisch.
Das Eis wird dann üblicherweise mit Sirup gegessen, in Geschmacksrichtungen wie beispielsweise Erdbeere, Kirsche, Zitrone, Traube, Melone, grünem Tee, Blue Hawaii (Curaçao) oder Kombinationen davon. Darüber wird dann zur weiteren Süßung Kondensmilch gegeben. Als Beilage kommt zu Kakigōri auch Obst oder Anko (餡子) (rote Bohnenpaste).

## Namen
Kakigōri hat in den verschiedenen Regionen des Landes unterschiedliche Namen, so z. B. Senji (せんじ) in Chūbu, Mizore (みぞれ) in Kyūshū oder Kachiwari (かち割り) in Kansai.